# Gunbarrel Highway
Gunbarrel Highway – nieutwardzona, pustynna droga w Australii, o długości około 1420 km, łącząca osadę Victory Downs Homestead w Terytorium Północnym z osadą Carnegie Station i drogą Carnegie Road, prowadzącej do miejscowości Wiluna (310 km), w Australii Zachodniej.